# Упорядоченная сумма
Упорядоченная сумма — операция над упорядоченными множествами. Представляет собой естественный способ задать порядок на объединении упорядоченных множеств.
Упорядоченная сумма семейства попарно непересекающихся частично упорядоченных множеств {\displaystyle \{(A_{i},\leq )\}_{i\in I}}, индексированное некоторым частично упорядоченным множеством {\displaystyle (I,\leq )}, определяется как частично упорядоченное множество {\displaystyle \left(\bigcup _{i\in I}A_{i},\preccurlyeq \right)}, где отношение {\displaystyle \preccurlyeq } определяется следующим образом:
{\displaystyle a\preccurlyeq b\Leftrightarrow {\begin{cases}a\leq _{i}b&a\in A_{i},b\in A_{i}\\i\leq j&a\in A_{i},b\in A_{j},i\neq j\end{cases}}}
Обозначение: {\displaystyle \sum _{i\in I}A_{i}}.
Упорядоченную сумму можно рассмотреть для неупорядоченного множества индексов; тогда считается, что множество индексов тривиально упорядочено. Упорядоченную сумму можно рассмотреть и для семейства множеств, в котором некоторые множества пересекаются; тогда обычное объединение в определении нужно заменить на дизъюнктное.
Операция упорядоченной суммы индуцирует операцию на порядковые типы (требуется аксиома выбора); соответствующая операция называется суммой порядковых типов и обозначается аналогично: {\displaystyle \sum _{i\in I}\alpha _{i}}.
Различают два важных частных случая упорядоченной суммы: кардинальная сумма (множество индексов упорядочено тривиально) и ординальная сумма (множество индексов упорядочено линейно). В отличие от общей упорядоченной суммы, которую нельзя рассмотреть как {\displaystyle n}-арную операцию (потому что дополнительно нужно было бы задать, какой из порядков на индексном множестве {\displaystyle \{1,\ldots ,n\}} используется для суммирования), кардинальные и ординальные суммы можно (поскольку тривиальный порядок единственен, а на множестве {\displaystyle \{1,\ldots ,n\}} есть естественный линейный порядок, и все остальные линейные порядки ему изоморфны). Для {\displaystyle n}-арной кардинальной суммы используется обозначение {\displaystyle A_{1}+\ldots +A_{n}}, для {\displaystyle n}-арной ординальной суммы может использоваться как обозначение {\displaystyle A_{1}\oplus \ldots \oplus A_{n}}, так и обозначение {\displaystyle A_{1}+\ldots +A_{n}}. Чтобы не путаться, в настоящей статье обозначение через {\displaystyle +} будет использоваться только для кардинальных сумм.
Некоторые авторы могут использовать термин упорядоченная сумма и для {\displaystyle n}-арной операции; в таких случаях обычно имеется в виду ординальная сумма. Как {\displaystyle n}-арные операции кардинальные и ординальные суммы индуцируют соответствующие операции на порядковые типы уже без зависимости от аксиомы выбора. Для порядковых типов {\displaystyle n}-арная операция сложения определена, и определяется она как операция, индуцированная ординальной суммой. При этом обозначается эта операция обычным знаком {\displaystyle +}, а не {\displaystyle \oplus }. Таким образом, сумма порядковых типов для произвольного семейства индуцируется общей упорядоченной суммой, а для конечного числа аргументов — ординальной суммой. Определение суммы на порядковых типах более соответствует терминологии, при которой {\displaystyle n}-арные ординальные суммы обозначаются через {\displaystyle +} и называются упорядоченными суммами.

## Кардинальная сумма
Кардинальная сумма двух непересекающихся упорядоченных множеств {\displaystyle (A_{1},\leq _{1})} и {\displaystyle (A_{2},\leq _{2})} определяется как упорядоченное множество {\displaystyle (A_{1}\cup A_{2},\preccurlyeq )}, где отношение {\displaystyle \preccurlyeq } определяется следующим образом:
{\displaystyle a\preccurlyeq b\Leftrightarrow (a,b\in A_{1}\land a\leq _{1}b)\lor (a,b\in A_{2}\land a\leq _{2}b)}
Обозначение: {\displaystyle A_{1}+A_{2}}.
Кардинальная сумма попарно непересекающихся упорядоченных множеств {\displaystyle (A_{1},\leq _{1}),\ldots ,(A_{n},\leq _{n})} определяется как упорядоченное множество {\displaystyle (A_{1}\cup \ldots \cup A_{n},\preccurlyeq )}, где отношение {\displaystyle \preccurlyeq } определяется следующим образом:
{\displaystyle a\preccurlyeq b\Leftrightarrow (a,b\in A_{1}\land a\leq _{1}b)\lor \ldots \lor (a,b\in A_{n}\land a\leq _{n}b)}
Обозначение: {\displaystyle A_{1}+\ldots +A_{n}}.
Пусть {\displaystyle I} — произвольное множество, {\displaystyle \{A_{i}\}_{i\in I}} — семейство попарно непересекающихся упорядоченных множеств, индексированное множеством {\displaystyle I}. Тогда кардинальная сумма этого семейства определяется как упорядоченное множество {\displaystyle \left(\bigcup _{i\in I}A_{i},\preccurlyeq \right)}, где отношение {\displaystyle \preccurlyeq } определяется следующим образом:
{\displaystyle a\preccurlyeq b\Leftrightarrow \exists i\in I\ (a,b\in A_{i}\land a\leq _{i}b)}
Обозначение: {\displaystyle \sum _{i\in I}A_{i}}.
Данное определение является частным случаем общего определения упорядоченной суммы, если на {\displaystyle I} задать тривиальный порядок. Поэтому упорядоченную сумму для неупорядоченного множества индексов определяют как обычную упорядоченную сумму для множества {\displaystyle I} с тривиальным порядком. Кардинальную сумму можно понимать как упорядоченную сумму с тривиально упорядоченным множеством индексов, так и как упорядоченную сумму с неупорядоченным множеством индексов. {\displaystyle n}-арные кардинальные суммы соответствуют упорядоченным суммам с конечными множествами индексов с тривиальным порядком. {\displaystyle n}-арные кардинальные суммы не зависят от порядка слагаемых.
Свойства:
1. {\displaystyle (A+B)+C=A+(B+C)} (ассоциативность);
2. {\displaystyle A+B=B+C} (коммутативность);
3. {\displaystyle |A+B|=|A|+|B|}[11]

Кардинальная сумма может быть определена на случай пересекающихся слагаемых, если в определении заменить обычное объединение на дизъюнктное.

## Ординальная сумма
Ординальная сумма двух непересекающихся упорядоченных множеств {\displaystyle (A_{1},\leq _{1})} и {\displaystyle (A_{2},\leq _{2})} определяется как упорядоченное множество {\displaystyle (A_{1}\cup A_{2},\preccurlyeq )}, где отношение {\displaystyle \preccurlyeq } определяется следующим образом:
{\displaystyle a\preccurlyeq b\Leftrightarrow {\begin{cases}a\leq _{i}b&a\in A_{i},b\in A_{i}\\i\leq j&a\in A_{i},b\in A_{j},i\neq j\end{cases}}}
Обозначение: {\displaystyle A_{1}\oplus A_{2}}.
Ординальная сумма попарно непересекающихся упорядоченных множеств {\displaystyle (A_{1},\leq _{1}),\ldots ,(A_{n},\leq _{n})} определяется как упорядоченное множество {\displaystyle (A_{1}\cup \ldots \cup A_{n},\preccurlyeq )}, где отношение {\displaystyle \preccurlyeq } определяется следующим образом:
{\displaystyle a\preccurlyeq b\Leftrightarrow {\begin{cases}a\leq _{i}b&a\in A_{i},b\in A_{i}\\i\leq j&a\in A_{i},b\in A_{j},i\neq j\end{cases}}}
Обозначение: {\displaystyle A_{1}\oplus \ldots \oplus A_{n}}.
Пусть {\displaystyle (I,\leq )} — линейно упорядоченное множество, {\displaystyle \{A_{i}\}_{i\in I}} — семейство попарно непересекающихся упорядоченных множеств, индексированное множеством {\displaystyle I}. Тогда ординальная сумма этого семейства определяется как упорядоченное множество {\displaystyle \left(\bigcup _{i\in I}A_{i},\preccurlyeq \right)}, где отношение {\displaystyle \preccurlyeq } определяется следующим образом:
{\displaystyle a\preccurlyeq b\Leftrightarrow {\begin{cases}a\leq _{i}b&a\in A_{i},b\in A_{i}\\i\leq j&a\in A_{i},b\in A_{j},i\neq j\end{cases}}}
Обозначение: {\displaystyle \sum _{i\in I}A_{i}}.
{\displaystyle n}-арные ординальным суммы соответствуют упорядоченным суммам с множеством {\displaystyle \{1,\ldots ,n\}} в качестве множества индексов и стандартным порядком на нём. {\displaystyle n}-арные ординальные суммы зависят от порядка слагаемых: это можно видеть на примере известного неравенства арифметики ординалов:
{\displaystyle 1+\omega =\omega \neq \omega +1}
Ординальная сумма линейно упорядоченных множеств — линейно упорядоченное множество.
Свойства:
1. {\displaystyle (A\oplus B)\oplus C=A\oplus (B\oplus C)} (ассоциативность);
2. {\displaystyle |A\oplus B|=|A|+|B|}[12]